# هورن (سويسرا)
هورن (بالألمانية: Horn) هي إحدى بلديات مقاطعة أربون في كانتون تورغاو في سويسرا. تبلغ مساحتها 1.7 كيلومتر مربع، ويقدر عدد سكانها بـ 2603 نسمة (حسب تعداد ديسمبر 2015).

## أعلام
- روبرت موسر